# Seventh Day Slumber
Seventh Day Slumber (Sétimo Dia De Sono) é uma banda de rock cristão dos Estados Unidos formada em 1996, em Dallas, Texas. Sua música "Oceans from the Rain" foi 14ª música mais tocada na rádio "Christian CHR rádio" em 2006 de acordo com o "Weekend 22".[carece de fontes?]

## História
O pai de Joseph Rojas's, vocalista e líder da banda, abandonou ele e sua mãe quando ele tinha apenas 3 anos, mais tarde Rojas entrou em uma depressão muito forte e se tornou um dependente do crack, cocaína (400 dólares por um dia de vício), e outras drogas. Logo passou a vender drogas nas ruas dos EUA e a praticar outros crimes. Passou por vários centros de reabilitação e hospitais, mas quando todos estes falharam ele desistiu. Rojas planejava cometer suicídio com overdose de cocaína para parar seu coração, mas sua mãe o encontrou. Paramédicos o salvaram. Ele disse que as luzes da ambulância o fizeram ver a Deus, e isso o inspirou a mudar de vida. Aos poucos ele foi largando as drogas e parando de beber. E com a ajuda da família, reabilitação e orações ele conseguiu. Feito isso ele decidiu voltar para a escola, onde ele descobriu sua paixão pela música e onde conheceu os outros integrantes da banda.
A razão pela qual ele quis se tornar compositor foi: "Eu queria fazer algo por Deus, depois de tudo o que ele fez por mim." 

## Inspirações
As letras de Seventh Day Slumber focam em questões como o suicídio, drogas, violência doméstica, bebidas, sexo, etc. Por exemplo, o propósito do álbum "Finally Awake" foi citado pela banda como "A mensagem deste álbum é clara. Queremos capacitar as crianças a parar de olhar para a mídia, ao que o mundo diz que eles têm de ser, a encontrar a identidade. Você não tem que ser o que os outros dizem-lhe para ser o que você foi criado para ser ". Uma música (Caroline) é sobre a sogra de Rojas, ela passou por momentos difíceis após um divórcio. A música retrata o ponto de vista de Deus.

## Integrantes
- Joseph Rojas—Vocal/Guitarra
- Ken Reed—Baixo
- Weston Evans—Guitarra
- Blaise Rojas—Bateria

### Ex-integrantes
- Ray Fryoux—Bateria
- Rusty Clutts—Bateria
- Adam Witte—Bateria
- Tim Parady-- Teclado/Vocal
- Evan Weatherford—Guitarra
- Jeremy Holderfield - Guitarra

## Discografia
- Matthew Twenty Five (1999)
- Freedom From Human Regulations (2001)
- Picking Up the Pieces (2003)
- Once Upon a Shattered Life (2005)
- Picking Up the Pieces (re-release) (2005)
- Finally Awake (2007)
- Take Everything (2009)
- The Anthem Of Angels (2011)
- Love And Worship (2013)
- We Are the Broken (2014)
- Found (2017)
- Closer To Chaos (2019)
- Unseen: The Lion And The Lamb (2019)
- Death by Admiration (2022)

EPs
- Redline EP (2015)
- Unseen: The Lion (EP) (2020)
- Compilações
- Rescátame (May 27, 2008)
- A Decade of Hope (March 29, 2011) (contém os álbuns completos Picking Up the Pieces, Once Upon a Shattered Life e Finally Awake)

## References
1. ↑  «Seventh Day Slumber Artist Profile» (em inglês). New Release Tuesday. Consultado em 28 de maio de 2014
2. ↑  Jason Ankeny. «Seventh Day Slumber Artist Biography» (em inglês). Allmusic. Consultado em 28 de maio de 2014
3. ↑  Alguma apresentação do SDS
4. ↑  «Seventh Day Slumber Biography» (em inglês). Bec Recordings. Consultado em 28 de maio de 2014